# BL 10-inch-gun Mk I – IV
Die BL 10 inch gun Mk I – IV war eine britische Kanone, die als Schiffsgeschütz und bei der Küstenartillerie ab 1885 eingesetzt wurde.

## Geschichte
Die Entwicklung der BL 10 inch gun beruht auf einer Forderung des Committee on Ordnance von 1879. Als Teil des Übergangs von Vorderladergeschützen zu modernen Hinterladern wurden je ein Typ des Kalibers 10.4 inch und 9.2 inch gefordert. Das vorgeschlagene Kaliber 10.4 inch wurde auf 10 inch geändert und die Kanone so ab 1885 in die Nutzung übernommen.
Nach der Entwicklung der Variante Mk IV wurde das Kaliber 10 inch von der Royal Navy zugunsten der bevorzugten Kaliber 9.2 bzw. 12 inch aufgegeben.

## Konstruktion
Die BL 10 inch gun war ein Hinterlader mit gezogenem Lauf. Die Kanonen für die Küstenverteidigung besaßen keine Vorrichtung für den Rohrrücklauf und wurden auf Gelenklafetten montiert.

## Schiffsgeschütz
Die BL 10 inch gun der Serien Mk II – IV waren untereinander austauschbar und kam auf folgenden Schiffen zum Einsatz:
- Victoria-Klasse, 1885 als Erstbewaffnung
- Centurion-Klasse, 1890 als Erstbewaffnung
- Devastation-Klasse, 1890 als Ersatz für die 12-inch-Vorderlader

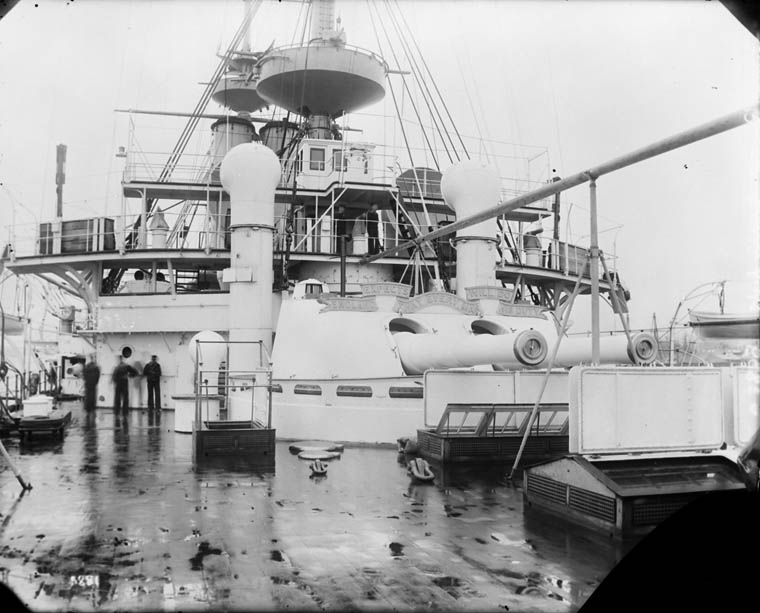
Achterer Geschützturm der HMS Renown (Centurion-Klasse)

Eine Version dieses Geschützes mit einer Rohrlänge von 30 Kalibern und einem Gewicht von 25 t wurde 1884 in die australische Kolonie Victoria geliefert und dort auf dem Kanonenboot HMS Victoria eingerüstet. Diese Kanone verschoss Projektile mit einem Geschossgewicht von 450 lb. Das Geschütz wurde auf der HMS Victoria durch eine 8-inch-Kanone ersetzt und 1887 im Fort Franklin aufgestellt.

## Küstenartillerie
Sowohl die von der Elswick Ordnance Company gefertigte Variante Mk I als auch die von Woolwich Arsenal gefertigten Varianten Mk II-IV kamen in vielen Teilen des Britischen Empires eingesetzt, so z. B. auf Malta in der Delle Grazie Battery, Hongkong, Kanada oder Australien.

## Nutzerländer
- Großbritannien